# Fred Rai Western-City
Fred Rai Western-City war ein deutscher Westernpark in Dasing bei Augsburg.

## Geschichte
Der Freizeit- und Erlebnispark mit dem Motto „Stars und Shows und Attraktionen“ wurde 1980 vom 2015 verstorbenen Westernsänger und -reiter Fred Rai gegründet, nachdem er seine bis dahin als Tour-Kulisse genutzte „Westernstadt“ für ein Ranchfest im August 1979 und weitere zwei Veranstaltungen auf seinem Reiterhof in Dasing aufgestellt und deren dortigen dauerhaften Verbleib beschlossen hatte. Die Kulissen stammten von einem Stadtfest in Gummersbach, die Rai anstelle seiner Gage nahm und ursprünglich vermietete.

### Die Western-City in Dasing
1980 verwirklichte der Gründer dort seinen langjährigen Traum und eröffnete den heutigen Freizeitpark, dessen Areal von ursprünglich 4000 Quadratmetern sich später verzehnfacht hat. Im Laufe der Jahre wurden die ursprünglichen mobilen Kulissen durch feststehende Gebäude ersetzt.
Die „Memorial Hall“ (Gedächtnishalle) zeigte Zeitdokumente sowie eine lebensgroße Nachbildung von Rais legendärem Pferd „Spitzbub“. Das Museum der Westernstadt zeigte unter anderem Erinnerungsstücke aus seinem persönlichen Besitz und eine Dokumentation seiner Karriere anhand von Presseausschnitten. Zudem befindet sich auf dem Gelände das von Rai gegründete Bundesausbildungszentrum für Rai-Reiten. Die Westernstadt diente mehrfach als Filmkulisse. Der Freizeitpark unterstützte mehrere karitativ für Mensch und Tier tätige Organisationen.
Zum Unternehmen gehörte unter anderem ein Reiseunternehmen.

### Süddeutsche Karl-May-Festspiele
2005 gründete Fred Rai die jährlich ausgetragenen Süddeutschen Karl-May-Festspiele, bei denen er selbst nicht nur als Intendant tätig war, sondern auch als Schauspieler, meist in der Rolle des Bösewichts und in seiner typischen Rolle als reitender Sänger zu sehen war.
Matthias Mühlbauer (* 1982), als Musiker bekannt unter „Matthew Daniels“, spielt die Rolle des Winnetous. Horst Janson spielte 2006 den „Old Shatterhand“ in Der Schatz im Silbersee sowie 2007 und 2008 den „Old Firehand“. 2007 und 2008 war auch seine Tochter Sarah-Jane bei den Spielen zu sehen. 2009 spielte er „Old Firehand“ in Winnetou und Kapitän Kaiman. Weitere bekannte Darsteller sind/waren Helmut Urban (seit 2012) und Alexander-Klaus Stecher (2011).
Das Festival besteht nach dem Wunsch des Gründers und der Mitarbeiter weiter fort.

„Ich wünsche mir, dass die Süddeutschen Karl-May-Festspiele selbst dann noch die Menschen in ihren Bann ziehen werden, wenn auch ich wie die Helden von Karl May längst durch die ewigen Jagdgründe reite.“

2015 spielte Claudia Jung die Rolle der „Kate Edwards“ im Stück Der Schatz im Silbersee. Rais Rolle als „Colonel Brinkley“ übernahm Peter Bechtel.

### Brandunglück 2013
Im September 2013 wurden Teile der Anlage durch einen Großbrand zerstört, nachdem die Flammen im Tunnel der parkeigenen Eisenbahn, verursacht durch einen technischen Defekt, auf den Holzzaun des Areals und im Anschluss auf andere Holzrequisiten und vier Autos übergeschlagen hatten. Vorsätzliche Brandstiftung schloss die Polizei bereits im Vorfeld aus.

### Brandunglück 2017
Im Juli 2017 wurde die Anlage durch einen erneuten Großbrand fast vollständig zerstört. Die Brandursache war vermutlich Brandstiftung. Ein Täter konnte nicht ermittelt werden.